# Гуляйка
Гуля́йка — село в Україні, у Тальнівській міській громаді, Звенигородського району Черкаської області.

## Географія
Розташоване в північно західній частині району за 17 км від адміністративного центру громади — міста Тального. У селі 75 дворів, населення — 164 чоловіка (на 1 січня 2007 року).

## Історія
- Орієнтовно село засноване в 1793 році. Його назва походить від слова «відгул» (відшиб) — землі на яких селилися люди.
- Село постраждало внаслідок геноциду українського народу, проведеного окупаційним урядом СССР 1923—1933 та 1946–1947 роках.

На території села діють фельдшерсько-акушерський пункт, магазин районного споживчого товариства.

## Населення

### Мова
Розподіл населення за рідною мовою за даними перепису 2001 року:
| Мова       | Кількість | Відсоток |
| ---------- | --------- | -------- |
| українська | 200       | 97.56%   |
| російська  | 4         | 1.95%    |
| білоруська | 1         | 0.49%    |
| Усього     | 205       | 100%     |